# Джайнендра Джайн
Джайнендра Джайн (англ. Jainendra K. Jain) — американський фізик-теоретик індійського походження.

## З біографії
Середню школу закінчив у Самбхарі, маленькому селі розташованому на східному краї пустелі Тхар у Раджастані (Індія).
Ступінь бакалавра отримав в Махараджа коледжі (Джайпур, Індія), 1979.
Ступінь магістра отримав в Індійському інституті технологій (Канпур, Індія), 1981.
Доктора філософіїу фізиці отримав в Університеті Стоні Брук (Нью-Йорк, США), 1985 під керівництвом професора Філіпа Б. Аллена. Постдокторську роботу проводив в університетах Меріленду та Єля. Повернувся знову до університету Стоні Брук як ассистент-професор у 1989 році (повноваження продовжилися 1993 року). З 1997 року повний професор. В 1998 році переїхав до Пенсильванського університету як професор фізики Ервіна Мюллера.
Основна спеціальність — теорія конденсованого стану з акцентом на багаточасткову взаємодію з утворенням специфічних структур, зумовлених кооперативними електронними явищами. З кінця 80-х найближчою темою для досліджень став дробний квантовий ефект Холла, який є одним із найяскравіших явищ природи, відкритих експериментально протягом останніх трьох декад. У своїх перших публікаціях запропонував концепцію композитних ферміонів, що об'єднала два явища — цілочисленний та дробний квантовий ефект Холла. Оскільки такі елементарні частки, як протони та нейтрони, або атоми гелію утворюють зв'язані стани, тому не дивно, що квазічастки двовимірного електронного газу можуть також утворювати щось подібне. Композитний ферміон — це зв'язаний стан електрона та парного числа квантованих вихорів в багаточастковій квантовій хвильовій функції. Композитні ферміони спостерігаються в численних експериментах і створюють різноманітні явища та стани помимо квантового ефекту Хола. Основний теоретичний доробок за останні 20 років представлений у монографії «Composite Fermions» (Cambridge University Press, 2007).

## Нагороди
- Fellow of The American Academy of Arts and Sciences: 4/2008 Cambridge, MA
- Distinguished Scholar Prize, American Chapter of Indian Physics Association: 3/2008. За що: «За теоретичне відкриття композитних ферміонів»
- Distinguished Postdoctoral Alumnus Award, University of Maryland: 4/2004
- Excellence in Teaching Award (SPS): 5/2003.
- Oliver E. Buckley Prize of American Physical Society: 3/2002. За що: «За теоретичну та експериментальну роботу по розробці моделі композитних ферміонів для напівзаповнених рівнів Ландау та в інших квантованних холлівських системах.»
- Fellow of American Physical Society: 3/1997. За що: «За створення теорії композитних ферміонів для дробного.»
- John Simon Guggenheim Memorial Foundation Fellowship: 1/1996
- Alfred P. Sloan Foundation Fellowship: 9/1991
- Erwin W. Mueller Professorship: 8/1998. The Pennsylvania State University

## Пріоритет Джайна
- G. Timp, P. deVegvar, R. Behringer, J. E. Cunningham, R. Howard, H. U. Baranger and J. K. Jain, "Suppression of the Aharonov Bohm Effect in the Quantized Hall Regime, " Phys. Rev. B 39, 6227 — 6230 (1989)
- J. K. Jain, "Composite fermion approach for the fractional quantum Hall effect, " Phys. Rev. Lett. 63, 199—202 (1989)